# 尹西东岳庙
尹西东岳庙，位于山西省晋城市泽州县北义城镇尹西村东，是一座古建筑，建于宋至清。
2013年3月5日，尹西东岳庙公布为第七批全国重点文物保护单位，编号7-0792。